# Taubermühle (Wettringen)
Taubermühle ist ein Gemeindeteil der Gemeinde Wettringen im Landkreis Ansbach (Mittelfranken, Bayern). Taubermühle liegt in der Gemarkung Wettringen.

## Geografie
Die Einöde liegt an der Tauber südwestlich am Fuße einer Erhebung der Schillingsfürst-Wettringer Hardt, die Teil der Frankenhöhe ist. Die bewaldete Erhebung heißt Großes Ramholz. Ein Anliegerweg führt zu einer Gemeindeverbindungsstraße (0,7 km südwestlich), die nach Reichenbach (0,4 km nördlich) bzw. zur Staatsstraße 2247 bei Wettringen verläuft (1,2 km südlich).

## Geschichte
Mit dem Gemeindeedikt (frühes 19. Jahrhundert) wurde Taubermühle dem Steuerdistrikt und Ruralgemeinde Wettringen zugewiesen.

### Baudenkmal
- Ehemalige Mühle, stattlicher Mansarddachbau, Fachwerkobergeschoss, 1803.[6]

### Einwohnerentwicklung
| Jahr      | 001818 | 001840 | 001861 | 001871 | 001885 | 001900 | 001925 | 001950 | 001961 | 001970 | 001987 |
| Einwohner | 10     | 11     | 15     | 15     | 8      | 12     | 11     | 15     | 16     | 3      | 5      |
| Häuser    | 2      | 2      |        |        | 2      | 2      | 2      | 3      | 2      |        | 2      |
| Quelle    | [ 8 ]  | [ 9 ]  | [ 10 ] | [ 11 ] | [ 12 ] | [ 13 ] | [ 14 ] | [ 15 ] | [ 16 ] | [ 17 ] | [ 1 ]  |

## Religion
Der Ort ist seit der Reformation evangelisch-lutherisch geprägt und bis heute nach St. Peter und Paul (Wettringen) gepfarrt. Die Einwohner römisch-katholischer Konfession sind nach St. Laurentius (Bellershausen) gepfarrt.